# Željko Panić
Željko Panić (ur. 5 maja 1976 w Splicie) – bośniacki pływak, olimpijczyk.
Urodził się w Splicie, gdzie w 1987 roku rozpoczął treningi. Jego trenerką była Đurđica Bjedov.
Dwukrotny uczestnik igrzysk olimpijskich (IO 2000, IO 2004), podczas których startował wyłącznie w wyścigu na 100 m stylem dowolnym. Na zawodach w Sydney zajął przedostatnie 7. miejsce w wyścigu eliminacyjnym (52,40 s), osiągając 49. rezultat kwalifikacji wśród 73 startujących zawodników. W Atenach osiągnął 3. wynik wyścigu eliminacyjnego (52,75 s), jednak nie awansował do kolejnej fazy zawodów. Uzyskał 55. rezultat eliminacji (uczestniczyło 69 pływaków).
Po zakończeniu kariery sportowej został trenerem i dyrektorem sportowym klubu pływackiego w miejscowości Banja Luka.